# Минималистская программа
Минимали́стская програ́мма — лингвистическая теория, предложенная американским лингвистом Н. Хомским для объяснения тех языковых феноменов, механизмы которых не были прояснены полностью в рамках теории принципов и параметров. Сама Минималистская программа содержит ряд сильных утверждений, касающихся универсальной грамматики, а также некоторые гипотезы об устройстве когнитивной системы в связи с врождённой языковой способностью. Главным методологическим принципом Минималистской программы является сокращение количества уровней в грамматике, что существенно отличает эту теорию от предшествующих версий порождающей грамматики (ПГ). Модифицируется механизм порождения: процесс уже не мыслится как запись на уровне D-структуры (глубинная структура), а затем переход посредством трансформации на уровень S-структуры (поверхностная структура), где в соответствии с правилами грамматики оценивается его правильность. Вместо всего этого предлагается деривационная модель, характеризующая структуру предложения как последовательность шагов его построения из более простых фрагментов, причём каждый шаг может оцениваться как допустимый или недопустимый.
Помимо Н. Хомского в разработке этой теории приняло участие множество лингвистов США, Европы и Азии. Существенную роль в становлении концепции Минималистской программы сыграли Г. Ласник, Т. Рейнхарт, Р. Кэйн, Г. Чинкве, Ж.-И. Поллок, К. Векслер, А. Беллети, М. Сайто и др.
Формирование методологии и основных принципов Минималистской программы началось с конца 1980-х годов и связано с важной работой французского лингвиста Жана-Ива Поллока, в которой была предложена теория глагольного передвижения. Первой работой, в которой полностью излагались все принципы Программы, была вышедшая в 1995 году книга Хомского «Минималистская программа». Развитие Программы продолжается и по сей день. Минималистская программа оказала огромное влияние на всю формальную и функционалистскую лингвистику, когнитивные науки, антропологию и т. д.

## Истоки и мотивы создания
В центре внимания лингвистических теорий первой половины XX века находился соссюровский язык (langue), социальный объект, владение которым у индивидуальных носителей лишь частичное. С 1950-х гг. порождающая грамматика Хомского сместила направление лингвистических исследований на систему языкового знания, которыми обладают носители, а также на языковую способность, способность овладеть и пользоваться некоторым естественным языком. Конечная цель лингвистики в данном подходе определялась как способность дать характеристику одному из центральных компонентов человеческой природы, определяемому в биологическом контексте, — врождённой языковой способности.
Хомский указывал на то, что идея сосредоточить внимание на языковой способности не является новой; корнями она восходит к позиции классического рационализма, заключающейся в том, что исследовать язык — значит проникнуть в «зеркало разума». Сам Хомский называет смену перспективы «второй когнитивной революцией», тем самым отдавая дань идеям о языке и разуме в философии и науке XVII—XIX вв., в особенности картезианству, грамматике Пор-Рояля и исследованиям В. Гумбольдта. Новыми в этой революции стали значительно более глубокая трактовка врождённой языковой способности и приспособление последней к тому, что нам известно о мозге и об организации наших когнитивных способностей из нейробиологии и психологии, а также изучение языка с помощью формальных логико-математических моделей, способных уловить существенные факты, относящиеся к человеческому языку.
Одним из таких базовых фактов является способность носителя языка, постоянно сталкиваясь с выражениями, которые он никогда не слышал, производить и понимать эти выражения без особых усилий. Это может показаться тривиальным, но в классическом подходе к языку эта особенность в целом осталась без объяснения. Ряд интересных замечаний на этот счет мы находим в «Курсе общей лингвистики» Фердинанда де Соссюра. Сначала констатируется, что «типичным проявлением синтагмы является предложение, а оно принадлежит речи, а не языку», и сразу после этого пассажа дается определение речи как «индивидуального акта воли и разума, в котором говорящий использует код языка для выражения своей мысли». И далее: «к языку, а не к речи нужно относить все типы синтагм, которые построены по определенным правилам». Таким образом, из содержания «Курса…» явственно следует, что синтаксис лежит между языком и речью: «Но надо признать, что в области синтагм нет резкой границы между фактом языка и фактом речи, зависящим от индивидуальной свободы». Причины сомнений Соссюра ясны: регулярный характер синтаксиса очевиден, но, с другой стороны, лингвист начала XX века ещё не имел метода, чтобы выразить все многообразие «правил построения», которое допускает грамматика естественного языка.
Ранние варианты порождающей грамматики с помощью формальных методов показали, что регулярность и неограниченность синтаксиса естественного языка могут быть выражены точными грамматическими моделями, наделёнными рекурсивными процедурами. Знание языка равнозначно владению рекурсивной порождающей процедурой. Если мы говорим, что свободно выбираем порождённую структуру, согласующуюся с нашими коммуникативными интенциями, то мы говорим, что это и есть свободный акт речи в соссюровском смысле, однако исходная процедура, задающая возможные модели построения, подчинена строгим правилам. Формальное определение рекурсивного свойства синтаксиса естественного языка подвергалось значительным модификациям: от гипотезы, что генерализованные трансформации образуют сложные конструкции шаг за шагом, начиная от глубинных структур простейших предложений, к рекурсивным системам непосредственных составляющих, способным производить глубинные структуры неограниченной длины (Х'-теория), и наконец, к минималистской идее о том, что базовая синтаксическая операция merge («сцепить») рекурсивным путём нанизывает элементы попарно, каждый раз образуя третий элемент, являющийся проекцией одной из двух составляющих. Сам же фундаментальный интуитивный тезис остается неизменным: естественные языки включают в себя рекурсивные порождающие процедуры.